# IPod touch (7e génération)
L'iPod touch (7e génération), également connu sour le nom de iPod touch 7 ou iPod touch 7G est un baladeur numérique à écran tactile capacitif multi-touch, conçu et commercialisé par Apple le 28 mai 2019.

## Caractéristiques
L’iPod touch 7 est équipé d’une puce A10 fusion (inaugurée avec l'iPhone 7) lui ouvrant les voies de la réalité virtuelle. L’appareil photo de l’iPod touch est de 8 mpx.
L'iPod touch est proposé en versions 32 Go, 128 Go et 256 Go.
Il possède le même design que la génération précédente mais pas le même processeur,. L'iPod touch 7 est disponible en Gris sidéral, argent, or, rose, bleu et Product Red.
Il est doté d’iOS 12 et il peut supporter iOS 13, iOS 14 et iOS 15[réf. nécessaire].